# Tour d'Émilie féminin 2020
La 7e édition du Tour d'Émilie féminin a eu lieu le 18 août 2020. Elle fait partie du calendrier UCI en catégorie 1.Pro et fut remportée par la Danoise Cecilie Uttrup Ludwig de l'équipe FDJ-Nouvelle Aquitaine-Futuroscope.

## Parcours
Le parcours est parfaitement plat autour de Bologne à l'exception de la montée finale vers le Sanctuaire Madonna di San Luca dont la difficulté est comparable ou supérieure au mur de Huy.

### Équipes
| UCI Women's WorldTeams (6)- Alé BTC Ljubljana - CCC-Liv - Trek-Segafredo - FDJ-Nouvelle Aquitaine-Futuroscope - Canyon-SRAM Racing - Sunweb Women Équipes féminines continentales (10)- Parkhotel Valkenburg-Destil - Cogeas Mettler Look - Aromitalia Vaiano - Astana Women's - BePink - Top Girls Fassa Bortolo - Valcar-Travel & Service - Ceratizit-WNT Pro Cycling - Eurotarget-Bianchi-Vittoria - Lviv Cycling Team Équipes féminines continentales (2)- Conceria Zabri-Fanini - Cronos-Casa Dorada Équipe nationale- Colombie Équipe féminine amateur- Born To Win Équipe régionale et de club- Centre mondial du cyclisme |
| |

## Récit de la course
Les italiennes Sofia Collinelli (Aromitalia) et Laura Tomasi (Top Girls Fassa Bortolo) passent une grande partie de la course seules en tête, poursuivies un temps par la biélorusse Anastasiya Kolesava (Wcc Team). Elles sont finalement reprises par le peloton à moins de 10 kilomètres de l'arrivée. Cecilie Uttrup Ludwig place une attaque décisive dans les derniers kilomètres de la montée finale vers San Luca et s'impose en solitaire, devant Rasa Leleivytė et Pauliena Rooijakkers, sa première victoire sous le maillot de la FDJ-Nouvelle Aquitaine-Futuroscope.

## Classements

### Classement final
| \| Classement général \| Classement général \| Classement général \| Classement général \| Classement général \| \| Coureuse \| Coureuse \| Pays \| Équipe \| Temps \| \| ------------------ \| --------------------- \| ------------------ \| ---------------------------------- \| ------------------ \| \| 1re \| Cecilie Uttrup Ludwig \| Danemark \| FDJ-Nouvelle Aquitaine-Futuroscope \| 2 h 10 min 44 s \| \| 2e \| Rasa Leleivytė \| Lituanie \| Aromitalia Vaiano \| + 11 s \| \| 3e \| Pauliena Rooijakkers \| Pays-Bas \| CCC-Liv \| + 11 s \| \| 4e \| Urša Pintar \| Slovénie \| Alé BTC Ljubljana \| + 11 s \| \| 5e \| Sabrina Stultiens \| Pays-Bas \| CCC-Liv \| + 14 s \| \| 6e \| Soraya Paladin \| Italie \| CCC-Liv \| + 29 s \| \| 7e \| Tatiana Guderzo \| Italie \| Alé BTC Ljubljana \| + 31 s \| \| 8e \| Évita Muzic \| France \| FDJ-Nouvelle Aquitaine-Futuroscope \| + 37 s \| \| 9e \| Debora Silvestri \| Italie \| Top Girls Fassa Bortolo \| + 42 s \| \| 10e \| Rachel Neylan \| Australie \| Cronos-Casa Dorada \| + 42 s \| |                       |           |                                    |                 |
| |                       |           |                                    |                 |
| Source : ProCyclingStats |                       |           |                                    |                 |
| Classement général |                       |           |                                    |                 |
| Coureuse | Coureuse              | Pays      | Équipe                             | Temps           |
| 1re | Cecilie Uttrup Ludwig | Danemark  | FDJ-Nouvelle Aquitaine-Futuroscope | 2 h 10 min 44 s |
| 2e | Rasa Leleivytė        | Lituanie  | Aromitalia Vaiano                  | + 11 s          |
| 3e | Pauliena Rooijakkers  | Pays-Bas  | CCC-Liv                            | + 11 s          |
| 4e | Urša Pintar           | Slovénie  | Alé BTC Ljubljana                  | + 11 s          |
| 5e | Sabrina Stultiens     | Pays-Bas  | CCC-Liv                            | + 14 s          |
| 6e | Soraya Paladin        | Italie    | CCC-Liv                            | + 29 s          |
| 7e | Tatiana Guderzo       | Italie    | Alé BTC Ljubljana                  | + 31 s          |
| 8e | Évita Muzic           | France    | FDJ-Nouvelle Aquitaine-Futuroscope | + 37 s          |
| 9e | Debora Silvestri      | Italie    | Top Girls Fassa Bortolo            | + 42 s          |
| 10e | Rachel Neylan         | Australie | Cronos-Casa Dorada                 | + 42 s          |

## Primes
L'épreuve attribue les primes suivantes :
| Position | 1er   | 2e    | 3e    | 4e    | 5e    | 6e    | 7e    | 8e    | 9e    | 10e   |
| Prix     | 828 € | 637 € | 450 € | 274 € | 235 € | 210 € | 196 € | 171 € | 147 € | 112 € |

Les places de onzième place à quinzième donnent 98 €, puis 79 € jusqu'à la vingtième place.